# OJ Porteria
OJ Porteria, właśc. Jose Elmer Poblete Porteria (ur. 9 maja 1994 w Richmond) – filipiński piłkarz, występujący na pozycji lewego lub prawego skrzydłowego w malezyjskim klubie Kelantan United i reprezentacji Filipin. Posiada także obywatelstwo amerykańskie.

## Sukcesy

### Klubowe
Ceres–Negros/United City FC
- Mistrzostwo Filipin: 2017, 2018, 2019, 2020
- Zdobywca Copa Paulino Alcantara: 2019

### Reprezentacyjne
Filipiny
- Zdobywca Filipińskiego Pucharu Pokoju: 2012, 2013